# 362793 Suetolson
362793 Suetolson este o planetă minoră (asteroid) din centura de asteroizi. A fost descoperită pe 23 august 2006 la Mauna Kea de David D. Balam. 
Obiectul prezintă o orbită caracterizată de o semiaxă mare de 2,7563630468475 UAi, o excentricitate de 0,13, o înclinație de 13,6 ° în raport cu ecliptica.